# The Collapse of the Third Republic
 (avril 2025).
The Collapse of the Third Republic: An Inquiry into the Fall of France in 1940 par William L. Shirer (New York: Simon & Schuster, 1969) est un livre qui traite de l'effondrement de la Troisième République française à la suite de l'invasion d'Hitler pendant la Seconde Guerre mondiale.

## Avant la guerre
En tant que correspondant de CBS en Allemagne pendant les événements et en tant que visiteur fréquent et correspondant de la France d'avant-guerre, Shirer a dû se demander comment l'Allemagne avait pu envahir la France en quelques semaines en 1940. Les deux pays s'étaient combattus pendant quatre ans en 1914-1918, la France ayant résisté avec succès à l'Allemagne à chaque bataille le long du front occidental pendant la Première Guerre mondiale.
Shirer, qui connaissait le français, a fait une grande partie de ses propres recherches pour son livre de 1969 en s'entretenant avec des politiciens survivants et des dirigeants français de l'immédiat avant-guerre, ainsi qu'avec ceux qui étaient de service lors de la catastrophe finale. Sa conclusion était que la France s'était auto-vaincue. Des blessures non cicatrisées dans sa société civile, remontant à l'affaire Dreyfus des années 1890, avaient laissé la gauche et la droite politiques françaises avec un ressentiment inassouvi l'un envers l'autre.
La Grande Dépression des années 1930 a encore enflammé les sentiments d'amertume. La droite, en particulier, croyait que la direction laïque de son pays condamnait le pays à la décadence. La France a tenté d'éviter la guerre avec Adolf Hitler en participant pleinement aux négociations de Munich en 1938, mais Hitler a forcé la prise de position l'année suivante par son invasion de la Pologne. La Seconde Guerre mondiale avait commencé.

## Effondrement
En 1939 et 1940, la France fait face à un ennemi uni, déterminé et technologiquement sophistiqué. Le maréchal Philippe Pétain, héros de la Première Guerre mondiale, devient Premier ministre.
Les médias français étaient devenus profondément corrompus. Les journaux, en particulier, étaient achetés et payés par des factions politiques et leur servaient de porte-parole.
La Blitzkrieg allemande a vaincu l'armée française et la volonté de la France de combattre et de résister aux envahisseurs. Après le second armistice de Compiègne, de nombreux Français, notamment de droite, estimèrent que leur pays avait mérité de perdre la guerre. Les principaux dirigeants et politiciens, menés par le Pétain vieillissant et le corrompu et avide de pouvoir Pierre Laval, sont intervenus et ont proclamé leur dévouement à la survie de la France au sein d'un nouvel ordre hitlérien pour l'Europe. Intimidant le Parlement français, qui avait fui Paris occupé et se réunissait en exil dans la station balnéaire de Vichy, ils ont forcé leurs collègues politiciens à leur accorder les pleins pouvoirs pour contrôler le reste de la France inoccupée pour le reste de la guerre.
La Troisième République ne pouvait survivre à cette disgrâce. Après le régime de l'État français pétainiste (« État français ») et la libération par les Alliés, les responsables français n'ont pas restauré l'ancienne constitution mais ont rapidement rédigé une nouvelle constitution. Sa ratification, en octobre 1946, ouvre la voie à la IVe République française.